# Малява (Перемишльський повіт)

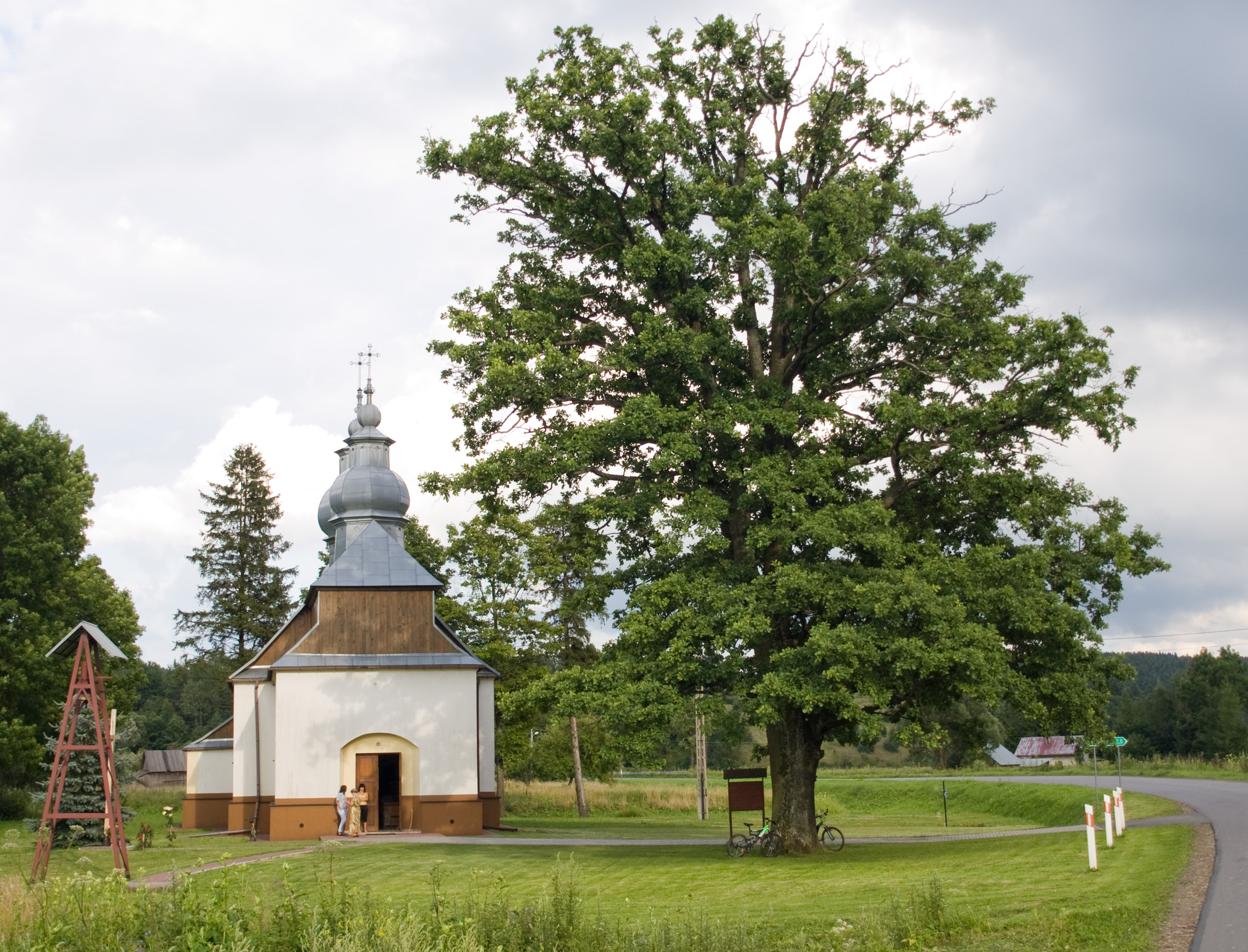
Церква святого Теодозія Печерського в Маляві

Малява (пол. Malawa) — село в Польщі, у гміні Бірча Перемишльського повіту Підкарпатського воєводства.
Населення — 184 особи (2011).

## Географія
Село було розташоване на відстані 5 кілометрів на захід від центру гміни села Бірчі, 28 кілометрів на південний захід від центру повіту міста Перемишля і 49 кілометрів на південний схід від столиці воєводства — міста Ряшіва.

## Історія
В XI-XIII століттях на цих землях існувало Перемишльське руське князівство зі столицею в Перемишлі, яке входило до складу Галицького князівства, а пізніше Галицько-Волинського князівства.
Після захоплення цих земель Польщею територія в 1340–1772 роках входила до складу Перемишльської землі Руського воєводства Королівства Польського.
Село Малява засноване в 1450 році. Першим власником був Єжи Матіажович (пол. Jerzy Matiaszowicz).
В 1772 році внаслідок першого поділу Польщі село Малява відійшло до імперії Габсбургів.
Після розпаду Австро-Угорщини і утворення Другої Речі Посполитої це переважно населене українцями село Надсяння опинилося по польському боці розмежування, що було закріплено в Ризькому мирному договорі 1921 року.
Порівнюючи наявні дані про населення за 1926, 1929 та 1938 роки, можна з великою ймовірністю стверджувати, що до початку Другої світової війни абсолютну більшість населення Маляви становили українці греко-католицького віросповідання. На 1.01.1939 в селі було 780 жителів, з них 650 українців-грекокатоликів, 110 українців-римокатоликів, 10 поляків, 10 євреїв. Село входило до ґміни Бірча Добромильського повіту Львівського воєводства.
До початку Другої світової війни в селі існував двір (садиба) 17 століття з великим парком. Все було пограбовано й знищено солдатами Червоної Армії в 1939 році.
Після нападу 1 вересня 1939 року Третього Рейху на Польщу й початку Другої світової війни та вторгнення СРСР до Польщі з 17 вересня 1939 року, Малява, що знаходиться на правому, східному березі Сяну, разом з іншими навколишніми селами відійшла до СРСР і ввійшла до складу Бірчанського району (районний центр — Бірча) утвореної 27 листопада 1939 року Дрогобицької області УРСР (обласний центр — місто Дрогобич).
З початком німецько-радянської війни село вже в перший тиждень було зайняте військами вермахту.
31 липня 1944 року село було зайняте Червоною Армією.
13 серпня розпочато мобілізацію українського населення Дрогобицької області до Червоної Армії (облвоєнком — підполковник Карличев).
В березні 1945 року Маляву, як і весь Бірчанський район з районним центром Бірча, Ліськівський район з районним центром Лісько та західна частина Перемишльського району включно з містом Перемишль зі складу Дрогобицької області передано Польщі.
Москва підписала й 16 серпня 1945 року опублікувала офіційно договір з Польщею про встановлення лінії Керзона українсько-польським кордоном та, незважаючи на бажання українців залишитись на рідній землі, про передбачене «добровільне» виселення приблизно одного мільйона українців з «Закерзоння», тобто Підляшшя, Холмщини, Надсяння і Лемківщини.,
Розпочалося виселення українців з рідної землі. Проводячи депортацію, уряд Польщі, як і уряд СРСР, керувалися Угодою між цими державами, підписаною в Любліні 9 вересня 1944 року, але, незважаючи на текст угоди, у якому наголошувалось, що «Евакуації підлягають лише ті з перелічених (…) осіб, які виявили своє бажання евакуюватися і щодо прийняття яких є згода Уряду Української РСР і Польського Комітету Національного Визволення. Евакуація є добровільною і тому примус не може бути застосований ні прямо, ні посередньо. Бажання евакуйованих може бути висловлено як усно, так і подано на письмі.», виселення було примусовим і з застосуванням військових підрозділів.
Українська Повстанська Армія намагалась захистити мирне українське населення від примусової депортації польською армією та не дати польській владі заселювати звільнені господарства поляками.
Українське населення села, якому вдалося уникнути депортації до СРСР, попало в 1947 році під етнічну чистку під час проведення Операції «Вісла» і було виселено на ті території у західній та північній частині польської держави, що до 1945 належали Німеччині.
У 1975-1998 роках село належало до Перемишльського воєводства.

## Відомі люди
- Ківтонюк Григорій — командир чоти УПА, лицар Бронзового хреста бойової заслуги УПА. Загинув поблизу села.

## Населення
Демографічна структура станом на 31 березня 2011 року:
|          | Загалом | Допрацездатний вік | Працездатний вік | Постпрацездатний вік |
| -------- | ------- | ------------------ | ---------------- | -------------------- |
| Чоловіки | 88      | 20                 | 62               | 6                    |
| Жінки    | 96      | 24                 | 55               | 17                   |
| Разом    | 184     | 44                 | 117              | 23                   |

- 1785 - 230 греко-католиків, 45 римо-католиків, 17 юдеїв
- 1840 - 705 греко-католиків
- 1859 - 368 греко-католиків
- 1879 - 427 греко-католиків
- 1899 - 539 греко-католиків
- 1926 - 648 греко-католиків
- 1929 - 628 мешканців
- 1938 - 671 греко-католиків
  - (відсутні дані про вірних інших релігійних конфесій)
- 2006 - 194 особи

## Архітектура
В селі знаходиться мурована церква святого Теодозія Печерського (пол. Cerkiew św. Teodosija Peczerskiego w Malawie), збудована в 1897 році на місці попередньої, дерев'яної церкви, котра існувала щонайменше до 1830 року.